# البهسمون
قرية البهسمون هي إحدى القرى التابعة لمركز أهناسيا في محافظة بني سويف في جمهورية مصر العربية. حسب إحصاءات سنة 2006، بلغ إجمالي السكان في البهسمون 10464 نسمة، منهم 5344 رجل و5120 امرأة.